# Stromness (Géorgie du Sud)
Stromness est une ancienne station baleinière sur la côte nord de la Géorgie du Sud. Elle est notamment connue pour avoir été une des destinations d'Ernest Shackleton durant l'expédition Endurance en 1916.

## Histoire
En 1907, « une usine flottante » est érigée dans le port de Stromness ; la station à terre étant construite plus tard en 1912. Stromness sert de station de pêche à la baleine, de 1912 à 1931 puis sert de dépôt de matériel et d’ateliers de réparation au service de la flotte des pêcheurs.
En 1916, Ernest Shackleton et un petit groupe de son équipe débarquent sur la côte sud non peuplée de l'île dans la baie du Roi Haakon,après un voyage laborieux depuis l'île de l'Éléphant à bord d'un canot de sauvetage. Shackleton, Thomas Crean et Frank Worsley traversent la Géorgie du sud montagneuse et glacée pour atteindre la côte nord de l'île. Après 36 heures de marche, ils arrivent à Stromness et demandent de l'aide pour les hommes de leur équipe restés sur l'île de l'Éléphant.

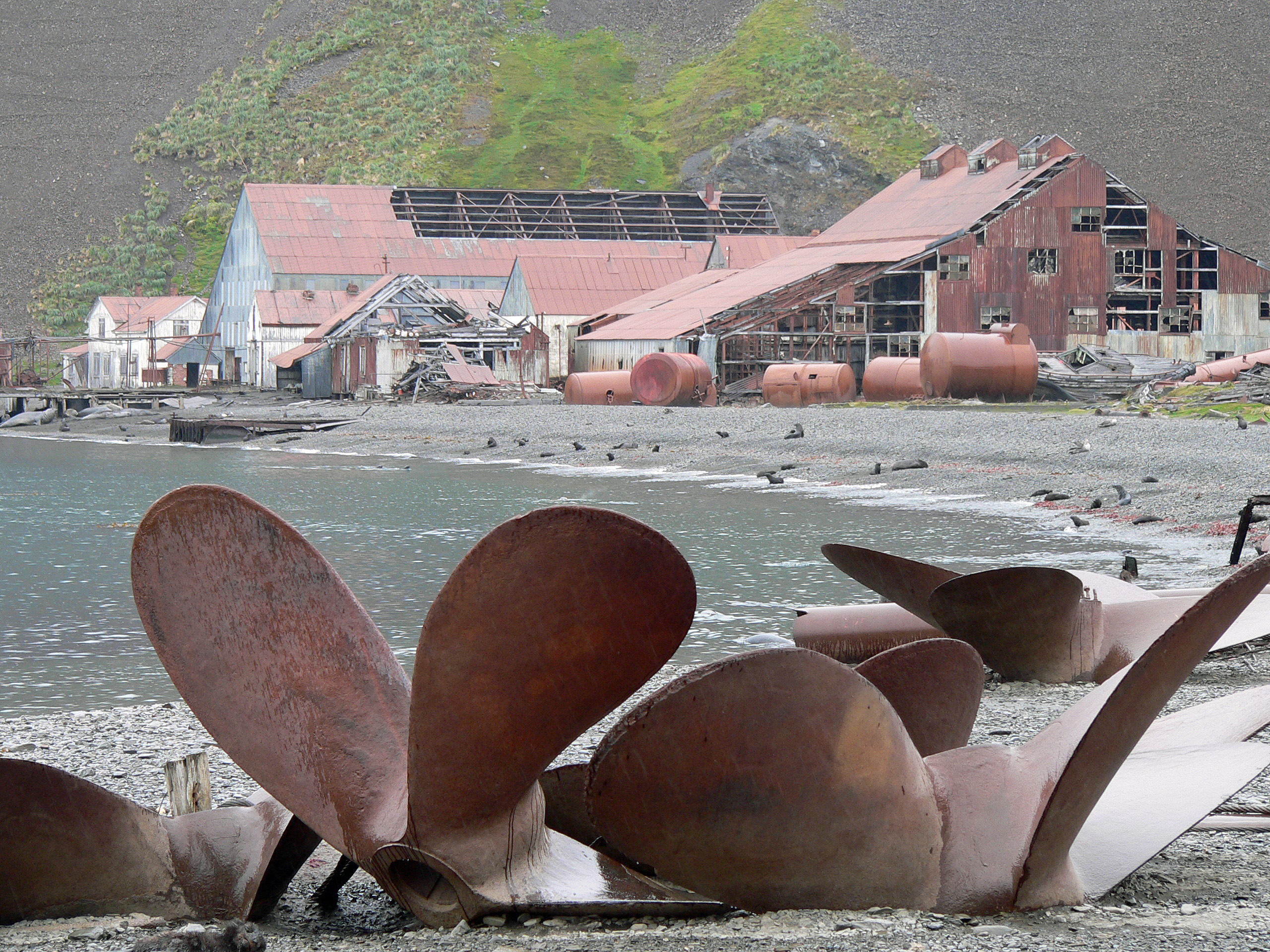
Ruines de Stromness

En 1931, Stromness est convertie en centre de réparation de bateau avec un atelier de construction mécanique et une fonderie. Elle reste opérationnelle jusqu'en 1961 puis est totalement abandonnée.
Dans les décennies suivant sa fermeture, Stromness est laissé à l'abandon et plusieurs de ses bâtiments tombent en ruine. Néanmoins, au cours des années 2010, des travaux de dépollution du site et de restauration des bâtisses (à commencer par la résidence du Responsable dite La Villa) ont été entrepris pour la sécurité des visiteurs de passage.
À proximité de Stromness se trouve un petit cimetière occupé par quatorze concessions, dont une manque de pierre tombale. Seuls trois noms sont clairement identifiables.

### Littérature
- Isabelle Autissier situe l'action de son roman "Soudain, seuls" (2015,  (ISBN 9782234077430)) dans l'île de Stromness
- (en) Ian B. Hart relate les débuts mouvementés de l'activité baleinière à Stromness, première de l'Antarctique Pesca: The History of Compañia Argentina de Pesca Sociedad Anónima of Buenos Aires: an Account of the Pioneer Modern Whaling and Sealing Company in the Antarctic (2001,  (ISBN 9780856282997))